# Lương Cường
Lương Cường, né le 15 août 1957 dans la province de Phú Thọ, est un général et homme politique vietnamien. Il est nommé président de l'État, le 21 octobre 2024 par l'Assemblée nationale.

## Distinctions

### Décorations étrangères
- Ordre de la Plage Girón (Cuba), le 7 décembre 2022[2].
- Ordre de l'Amitié (Russie), le 29 mars 2021[3].